# Island in the Sky
Island in the Sky (Brasil: Geleiras do Inferno / Portugal: Inferno Branco) é um filme norte-americano de 1953, do gêneros aventura, dirigido por William Wellman e estrelado por John Wayne e Lloyd Nolan.

## A produção
Island in the Sky e The High and the Mighty são precursores do chamado cinema catástrofe, particularmente da série iniciada por Airport em 1970. As duas películas guardam outras similaridades: ambas tratam de aviões, foram coproduzidas e estreladas por John Wayne, dividem o mesmo diretor e aproveitam vários membros da equipe de produção. Além disso, seis atores trabalharam tanto em um quanto no outro filme. Mais: o escritor Ernest K. Gann é autor tanto dos roteiros quanto dos romances em que os filmes foram baseados.
Entretanto, a aceitação de The High and the Mighty, feito no ano seguinte, foi bem maior: além de ser melhor avaliado pela crítica, ele recebeu seis indicações ao Oscar, tendo ganhado uma estatueta, enquanto Island in the Sky não é nenhuma unanimidade entre os avaliadores e não foi lembrado pela Academia.

## Sinopse
Em plena Segunda Guerra Mundial, avião tem de fazer pouso forçado ao norte do Labrador. Os cinco tripulantes, liderados pelo Capitão Dooley, tentam sobreviver enquanto o socorro não chega.

## Elenco
| Ator/Atriz      | Personagem     |
| --------------- | -------------- |
| John Wayne      | Capitão Dooley |
| Lloyd Nolan     | Capitão Stutz  |
| Walter Abel     | Coronel Fuller |
| James Arness    | Mac McMullen   |
| Andy Devine     | Willie Moon    |
| Allyn Joslyn    | Handy          |
| Jimmy Lydon     | Murray         |
| Harry Carey Jr. | Ralph Hunt     |
| Hal Baylor      | Stankowski     |
| Sean McClory    | Frank Lovatt   |
| Wally Cassell   | D'Annunzia     |
| Gordon Jones    | Walrus         |
| Frank Fenton    | Capitão Turner |
| Robert Keys     | Major Ditson   |
| Sumner Getchell | Tenente Cord   |